# Wieszczyczyn
Wieszczyczyn (prononciation : [vjɛʂˈt͡ʂɨt͡ʂɨn], en allemand : Schönwiesenau) est un village polonais de la gmina de Dolsk dans le powiat de Śrem de la voïvodie de Grande-Pologne dans le centre-ouest de la Pologne.
Il se situe à environ 6 kilomètres au nord de Dolsk (siège de la gmina), à 8 kilomètres au sud-est de Śrem (siège du powiat) et à 43 kilomètres au sud de Poznań (capitale régionale).

## Histoire
De 1975 à 1998, le village faisait partie du territoire de la voïvodie de Poznań.

Depuis 1999, Wieszczyczyn est situé dans la voïvodie de Grande-Pologne.
Le village possède une population de 290 habitants.